# Dimash Qudaibergen
Dimash Qudaibergen, polgári nevén Dinmuhammed Kanatuli Kudajbergen, művésznevén Dimash (kazakul: Дінмұхаммед Қанатұлы Құдайберген; „Димаш”) (Aktöbe, 1994. május 24. –) kazak énekes, zeneszerző, több hangszeren játszó zenész. Egyetemi képzésben részesült klasszikus és kortárs zenéből, valamint zeneszerzésből. Ismert kivételesen széles hangterjedelméről is: több, mint 7 oktáv: G0-tól D8-ig, a basszustól a síphangokig (az átlagos ember hangterjedelme 2 oktáv).
Dimash tizenöt különböző nyelven adott elő dalokat: kazak anyanyelvén, orosz, mandarin, angol, francia, japán, kirgiz, német, olasz, örmény, spanyol, szerb, török és ukrán nyelven.
Noha 19 éves korában az Asztana Opera állást ajánlott föl neki, ő úgy döntött, hogy karrierjét a kortárs zene területén folytatja, ötvözve a klasszikus elemeket és a hagyományos kazak zenét a popzenével. Dimash Jermek Szerkebajevet, Batirhan Sükenovot, Michael Jacksont, Celine Diont, Lara Fabiant, Luciano Pavarottit és Andrea Bocellit nevezte meg, akik zeneileg hatottak rá. Számos alkalommal kijelentette, hogy énekesként Kazahsztánt kívánja bemutatni a világnak.
2015-ben jelentős népszerűségre tett szert Kazahsztánban és más posztszovjet országokban, amikor a fehéroroszországi Vicebszkben megnyerte a Szlavjanszkij Bazar nagydíját. Nemzetközi hírnevet Kínában szerzett, amikor meghívott versenyzőként részt vett a Hunan TV – közismert, profi énekeseknek 2013 óta évente megrendezett – Singer (korábban I Am Singer) elnevezésű 2017. évi versenyén.

## Gyermek- és fiatalkora

### Családja, korai évek
Édesapja Kanat Kudajbergenuli Ajtbajev (kazakul: Қанат Құдайбергенұлы Айтбаев), édesanyja Szvetlana Jermekovna Tölemiszova / Ajtbajeva (kazakul: Светлана Ермековна Төлемісова / Айтбаева). Édesapja korábban az aktöbei régió kulturális fejlesztési tanácsát vezette, édesanyja az Aktöbei Filharmonikusok Társaságának szoprán énekesnője, az Aktöbei Társadalmi és Kulturális Fejlesztési Állandó Bizottság tagja (az Aktöbei Regionális Maszlihat képviselője) és az aktöbei Zsubanov területi filharmónia Szaz (Zene) gyermekstúdiójának művészeti vezetője. Dimash szülei mindketten a Kazahsztán Érdemes Művésze [Қазақстанның Еңбек Сіңірген Қайраткері] cím kitüntetettjei. Dimash-nak egy húga van, Rausan (sz.: 2001), aki az orvosi pályát választotta, és egy öccse, Manszur (Abilmanszur, sz.: 2007), aki szintén zenész (zongorázik, gitározik, dobol) és zeneszerző.
Dimash a kazak hagyományokat követő, szüleivel és apai nagyszüleivel együtt élő, szorosan összetartó nagycsaládban nőtt föl. A nevelésében nagy szerepet játszottak a nagyszülei, különösen nagymamája, Miua Nizamutdinova, aki földrajz és biológia szakos tanári állását adta föl Dimash születése után, és aki fiatalabb korában énekelt. Nagyapja, Kudajbergen Ajtbajev dombrán játszott. Dimash szülei fontosnak tartották, hogy jól beszélje anyanyelvét, a kazakot, és hogy játsszon a hagyományos kazak hangszeren, a dombrán. Az ebben a zenei és kulturális környezetben felnövő Dimash-t már kisgyerek korában magával ragadta a zene. Szülei rendszeresen felléptek koncerteken, a nagyszülei pedig elvitték őt megnézni a műsort. Édesanyja később fölidézte: Dimash mindig is szerette a színpadot. „Emlékszem, hogy az előadás végén […], amikor köszönetet nyilvánítottunk a közönségnek, Dimash fölszaladt hozzánk a színpadra, hogy együtt hajoljunk meg és köszönjük meg a tapsot.”
Kisgyermekként mindig arról álmodozott, hogy egyszer egy nagyszínpadon fog szerepelni. Mindig ezt játszotta, és rajzait is ez az álma szőtte át: hangszereket, mikrofont, színpadot rajzolgatott és önmagát fellépés közben; gyűjtötte és hallgatta a zenei kazettákat.
Színpadon első ízben kétévesen játszott egy kis epizódszerepet egy helyi színházi produkcióban, később pedig énekelt, zongorázott különböző helyszíneken. Ötéves korában énekelt először színpadon. Hatéves korában, 2000-ben zongora kategóriában megnyerte az Ajnalajin (nemzetközi művészeti fesztivál gyerekeknek) versenyt. Tízéves korában különféle regionális rendezvényeken vett részt, műsorokat vezetett. Már az iskolában észrevették a tanárai, hogy nagyon motivált; tanulmányozta a nagy kazak költők és írók műveit. A verseket dalokká alakítva énekelte. Ő maga is írt verseket és zenét szerzett. Tinédzserként taekwondózott és úszott. Édesanyja emlékszik arra, milyen keményen gyakorolta hangterjedelmének bővítését, és hogy soha nem hagyott ki egyetlen énekórát sem az énekstúdióban, még akkor sem, amikor injekciót kapott. Édesanyja szerint az a képessége, hogy hosszú ideig ki tud tartani hangokat annak köszönhető, hogy gyerekkorától kezdve rendszeresen úszik.

### Tanulmányai
Miután szülei észrevették, hogy abszolút hallása van, ötéves korában beíratták az aktöbei Ahmet Zsubanov Zeneművészeti College Szaz (Zene) gyermekstúdiójába. Az aktöbei 32. számú iskolában tanult, majd a szintén aktöbei Zsubanov College klasszikus énekesi (bel canto) tanszakán végzett 2014-ben. Ezután alapképzésben (BSc) megkezdte kortárs zenei tanulmányait (jazz, pop) a Kazak Nemzeti Művészeti Egyetem (KazNUI) esztrádművészeti fakultásán Asztanában, ahol 2018. június 27-én végzett ének szakon. Záródolgozatának címe: A hagyományos művészet képviselői tanulmányozásának problémái, kulcsszavai: hagyomány, személyiség, zene, énekes, tudás. Ebben a hagyományos kazak népi zenészek és az általuk közvetített személyiségformáló kultúra témakörét tárgyalja. Mesterképzés keretében ugyanezen az egyetemen zeneszerzés szakon diplomázott 2020 júniusában. MSc szakdolgozatának címe: A hagyományos zeneművészet képviselőinek személyiségképe. Tanulmányai során mindvégig kitűnő eredményekkel végzett, így automatikusan a KazNUI doktoranduszává vált.
Több hangszeren játszik: dombrán, zongorán, billentyűs hangszereken, dobon, gitáron, csellón, marimbán és harmonikán. Dimash kazakul és oroszul beszél, valamint tanulja az angol és a mandarin nyelvet.

## Pályafutása

### 2010–2014: Kezdeti sikerek
2010 és 2013 között számos énekversenyen vett részt, amelyek közül négy rangosabbat meg is nyert Kazahsztánban (Bajkonur Csodás Hangjai / Байқонырдың Әсем дауыстары, 2010 és Zsasz Kanat (Fiatal szárny), 2012), Jaltában (Vosztocsnij Bazar, 2012), és a kirgizisztáni Csolpon-Atában (Mejkin Azija, 2013). 2013-ban meghívták, hogy vendégénekesként lépjen föl a török Türkçevizyon gálaestjén Denizliben, Törökországban. Ugyanebben az időben mutatta be két későbbi slágerét a Körkemimet (Szépségem; kk: Көркемім) és a Umitilmasz künt (Felejthetetlen nap, kk: Ұмытылмас күн, en: Unforgettable Day), amiket saját maga komponált. A Körkemim dalszövegét apja írta, az Umitilmasz kün pedig Oral Bajszengir versén alapul. Qudaibergen három zenei videót rögzített, a Körkemim két változatát (2013, 2014) és a Daididaut (Дайдидау, 2014).
Tanulmányai ideje alatt is szerepelt nyilvános eseményeken, többek között egy, a pedagógusnap alkalmából tartott koncerten. 2014. december 30-án Dimash elnyerte a Darin állami ifjúsági díjat.

### 2015–2016: Szlavjanszkij Bazar, nemzetközi fellépések és az Umitilmasz kün turné
Érettségi után Dimash számos európai és ázsiai országban fellépett. Miután a Szlavjanszkij Bazar egyik szervezője látta őt Kazahsztánban élőben fellépni, 2015-ben meghívták, hogy vegyen részt a kiváló énekesek éves versenyén a fehéroroszországi Vicebszkben. Dimash a Daididau című kazak népdal, az orosz Opjaty metyel (Опять Метель / Megint hóvihar van) című dal és a Starmania rock opera S.O.S. d'un terrien en détresse (röviden: S.O.S.) című betétdalának előadásával a maximális 180 pontból megszerzett 175 pontjával 2015. július 13-án megnyerte a verseny nagydíját. A verseny három napja alatt a zsűri és a közönség egyöntetű kedvencévé vált. Egyedi előadásmódjával széles körű elismerést vívott ki mind a zsűri, mind a nemzetközi média részéről. A zsűri azeri elnöke, Polad Bülbüloğlu kijelentette, hogy Dimash hangja három az egyben: egy alacsony, egy közepes, valamint a ritka altino, és mindegyiket tökéletesen használja.
A Szlavjanszkij Bazar verseny megnyerését követően Dimash rendszeresen megjelent a kazak nemzeti TV műsoraiban és nyilvános rendezvényeken. Vendégszereplő volt a 2015-ös milánói világkiállításon; szerepelt a Kazak Kánság megalakulásának 550. évfordulója alkalmából Mangilik El (Мәңгілік ел / Örök haza) címmel rendezett színházi előadáson, a 2015. évi Eurázsia Nemzetközi Filmfesztiválon Almatiban, valamint fellépett egy asztanai operaelőadáson, amelyen Hszi Csin-ping kínai elnök is részt vett.
2015 augusztusában jelentette meg második saját szerzeménye, az Umitilmasz kün (Felejthetetlen nap) című dal klipjét. 2015 októberében ő képviselte Kazahsztánt az Ázsiai és Csendes-óceáni Műsorszolgáltatók Szövetsége (ABU) 2015-ös Dalfesztiválján Isztambulban. A Daididau című dalt adta elő, amit álló ováció fogadott. Novemberben fellépett a Türk világ kulturális fővárosa rendezvénysorozat záróünnepségén a türkmenisztáni Mary városában.

### 2017:Singerés sikerek Kínában
2017 elején Qudaibergen szerepelt a Hunan TV Singer 2017 (korábban: I Am Singer) című műsorának ötödik évadában Hong Tao rendező ajánlásával, és szerződést írt alá a pekingi Black Gold Talenttel. 22 évesen ő volt a show történetének legfiatalabb, első nem kínai résztvevője, és „wildcard”, vagyis beugró versenyzőként a legnépszerűbb professzionális kínai énekesekkel versenyzett. Édesanyja később elmondta: „Dimash remélte, hogy legalább a verseny középső szakaszig eljut”.
Az S.O.S. d'un terrien en détresse, az Opera 2 és az Adagio előadásaival megnyerte az 1., a 2. illetve a 6. fordulót. Végül bejutott a döntőbe, ahol a Kínában népszerű Sandy Lam hongkongi énekesnő mögött alig lemaradva szorult a második helyre.
| Singer 2017 – Dimash Qudaibergen eredményei | Singer 2017 – Dimash Qudaibergen eredményei | Singer 2017 – Dimash Qudaibergen eredményei                                    | Singer 2017 – Dimash Qudaibergen eredményei                 | Singer 2017 – Dimash Qudaibergen eredményei                                                                                                | Singer 2017 – Dimash Qudaibergen eredményei                 | Singer 2017 – Dimash Qudaibergen eredményei                                                                                        |
| Forduló és elnevezése                       | Adásba kerülés dátuma                       | Dal címe (nyelve)                                                              | Eredeti előadó                                              | Dalszerzők, zenei rendezők | Helyezés és a szavazatok aránya                             | Megjegyzések |
| ------------------------------------------- | ------------------------------------------- | ------------------------------------------------------------------------------ | ----------------------------------------------------------- | --- | ----------------------------------------------------------- | --- |
| 1. Selejtező 1. forduló                     | 2017. január 21.                            | S.O.S. d'un terrien en détresse (francia)                                      | Daniel Balavoine                                            | szövegíró: Luc Plamondon zeneszerző: Michel Berger zenei rendező: Kubert Leung                                                             | 1. 27.00%                                                   | |
| 2. Kiszavazás 1. forduló                    | 2017. január 28.                            | Opera 2 (orosz)                                                                | Vitas                                                       | szövegíró: Vitas, Vlagyimir I. Borovszkij zeneszerző: Vitas zenei rendező: Da Ridan                                                        | 1. 24.36%                                                   | 1. helyezett az 1. és 2. forduló összesítésében                                                                                    |
| 3. Kihívás 1. forduló                       | 2017. február 4.                            | The Show Must Go On (angol)                                                    | Queen                                                       | szövegíró: Brian May zeneszerző: Queen zenei rendező: Jerlan Bekcsurin                                                                     | 3. 14.82%                                                   | — |
| 4. Kiszavazás 2. forduló                    | 2017. február 11.                           | egyszerűsített kínai írással: 秋意浓 Nehéz ősz (Autumn Strong)                 | Jacky Cheung                                                | szövegíró: Daryl Yao zeneszerző:Tamaki Kódzsi (japán) zenei rendező: Szamal Jermahanov                                                     | 3. 15.56%                                                   | 2. helyezett a 3. és 4. forduló összesítésében                                                                                     |
| 5. Kihívás 2. forduló                       | 2017. február 18.                           | Uptown Funk (angol)                                                            | Mark Ronson, Bruno Mars                                     | szövegíró, zeneszerző: Mark Ronson, Jeff Bhasker, Nicholas Williams, Philip Martin Lawrence, Bruno Mars, Devon Gallaspy zenei rendező: Kid | 6. 11.64%                                                   | — |
| 6. Kiszavazás 3. forduló                    | 2017. február 25.                           | Adagio (angol)                                                                 | Lara Fabian                                                 | szövegíró, zeneszerző: Remo Giazotto, Rick Allison, Lara Fabian, Dave Pickell zenei rendező: Jerlan Bekcsurin                              | 1. 23.88%                                                   | 2. helyezett az 5. és 6. forduló összesítésében                                                                                    |
| 7. Selejtező 3. forduló                     | 2017. március 4.                            | kazakul: Дайдидау Dajdidau                                                     | ismeretlen                                                  | szövegíró: Magzsan Zsumabaj (Мағжан Жұмабай) zeneszerző: ismeretlen zenei rendező: Jerlan Bekcsurin, Bakitbek Zejnelov                     | 3. 17.30%                                                   | — |
| 8. Kiszavazás 4. forduló                    | 2017. március 11.                           | egyszerűsített kínai írással: 天亮了 Pirkadat (Daybreak)                       | Han Hong                                                    | szövegíró, zeneszerző: Han Hong zenei rendező: Jerlan Bekcsurin                                                                            | 5. 9.79%                                                    | 5. helyezett a 7. és 8. forduló összesítésében                                                                                     |
| 9. Kihívás 4. forduló                       | 2017. március 18.                           | All by Myself (angol)                                                          | Eric Carmen                                                 | szövegíró: Eric Carmen zeneszerző: Eric Carmen, Sergey Rachmaninov zenei rendező: Jerlan Bekcsurin                                         | 2. 17.63%                                                   | — |
| 10. Kiszavazás 5. forduló                   | 2017. március 25.                           | kazakul: Ұмытылмас күн (Umitilmasz kün / Unforgettable Day) Felejthetetlen nap | Dimash Qudaibergen                                          | szövegíró: Oral Bajszengir (kazak), Kajsa Tabarakkizi (mandarin) zeneszerző: Dimash Qudaibergen zenei rendező: Jerlan Bekcsurin            | 3. 16.71%                                                   | 1. helyezett a 9. és 10. forduló összesítésében                                                                                    |
| 11. Kitörés                                 | 2017. április 1.                            | (Ezen a héten nem lépett föl, mert első körös énekes volt.)                    | (Ezen a héten nem lépett föl, mert első körös énekes volt.) | (Ezen a héten nem lépett föl, mert első körös énekes volt.)                                                                                | (Ezen a héten nem lépett föl, mert első körös énekes volt.) | (Ezen a héten nem lépett föl, mert első körös énekes volt.)                                                                        |
| 12. Elődöntő                                | 2017. április 8.                            | Confessa (olasz)                                                               | Adriano Celentano                                           | szövegíró: Mogol (olasz), Tang Tian (mandarin) zeneszerző: Gianni Bella zenei rendező: Jerlan Bekcsurin                                    | 2. 19.35%                                                   | — |
| 12. Elődöntő                                | 2017. április 8.                            | The Diva Dance A díva tánca                                                    | Inva Mula                                                   | zeneszerző: Éric Serra zenei rendező: Jerlan Bekcsurin                                                                                     | 2. 19.35%                                                   | — |
| 13. Döntő                                   | 2017. április 15.                           | Tribute to MJ (egyveleg)                                                       | Tribute to MJ (egyveleg)                                    | zenei rendező: Jerlan Bekcsurin, Chen Di                                                                                                   | 2. 17.59%                                                   | duett partnere: Laure Shang (Sang Vencsie ) 2. helyezett az elődöntő és a döntő összesítésében (a Singer 2017 második helyezettje) |
| 13. Döntő                                   | 2017. április 15.                           | The Way You Make Me Feel                                                       | Michael Jackson                                             | szövegíró, zeneszerző: Michael Jackson | 2. 17.59%                                                   | duett partnere: Laure Shang (Sang Vencsie ) 2. helyezett az elődöntő és a döntő összesítésében (a Singer 2017 második helyezettje) |
| 13. Döntő                                   | 2017. április 15.                           | Billie Jean                                                                    | Michael Jackson                                             | szövegíró, zeneszerző: Michael Jackson | 2. 17.59%                                                   | duett partnere: Laure Shang (Sang Vencsie ) 2. helyezett az elődöntő és a döntő összesítésében (a Singer 2017 második helyezettje) |
| 13. Döntő                                   | 2017. április 15.                           | Dangerous                                                                      | Michael Jackson                                             | szövegíró, zeneszerző: Michael Jackson, Bill Bottrell, Teddy Riley                                                                         | 2. 17.59%                                                   | duett partnere: Laure Shang (Sang Vencsie ) 2. helyezett az elődöntő és a döntő összesítésében (a Singer 2017 második helyezettje) |
| 13. Döntő                                   | 2017. április 15.                           | Earth Song                                                                     | Michael Jackson                                             | szövegíró, zeneszerző: Michael Jackson | 2. 17.59%                                                   | duett partnere: Laure Shang (Sang Vencsie ) 2. helyezett az elődöntő és a döntő összesítésében (a Singer 2017 második helyezettje) |
| 14. Záró koncert                            | 2017. április 22.                           | kazakul: Маxаббат Бер Маған (Mahabbat ber magan) Adj nekem szerelmet           | Dimash Qudaibergen                                          | szövegíró: Munajdar Balmolda zeneszerző: Аjgül Bazsanova zenei rendező: Jerlan Bekcsurin                                                   | —                                                           | |

A Singer 2017 első fordulóját 2017. január 10-én vették föl, és 2017. január 21-én közvetítette a Hunan TV. Dimash az S.O.S. d'un terrien en détresse című dalt énekelte. Az előadását álló ováció fogadta, és toronymagasan megnyerte az 1. fordulót.
Megnyerte a 2. fordulót is Vitas Opera 2 című dalának előadásával, és harmadik lett a 3. fordulóban a Queen The Show Must Go On című számával. A Hunan TV elnevezte a kazak-kínai együttműködés kulturális hídjának. A Singer 3. és 4. fordulójának felvételei között Almatiban fellépett a 2017. évi téli universiade január 29-ei megnyitó ünnepségén. Zarina Altinbajevával énekelte Sarah Brightman A Question of Honor című dalát. A 4. fordulóban először énekelt mandarin nyelven: a Nehéz ősz (Autumn Strong; kínaiul: 秋意 浓) című dalt adta elő, és ezzel 3. helyezést ért el. A 4. forduló közvetítése során bemutatták Dimash találkozását gyermekkori bálványával, Jackie Channal. A 6. fordulót Lara Fabian Adagio című dalának előadásával nyerte meg. Lara Fabiant annyira lenyűgőzte Dimash előadása, hogy hivatalos facebook oldalán gratulált neki.
A 7. fordulóban egyik gyermekkori álmát beteljesítve egy hagyományos kazak népdalt énekelt. Ehhez Asztanába repült, hogy az előadásához KazNUI-s diáktársaiból összetoborozza a hagyományos kazak hangszeres kíséretét. Bevezetésként az Adaj (Адай) című hagyományos küjt játszotta dombrán, majd diáktársai kíséretével előadta a Daididaut. Harmadik helyen végzett. A Daididau előadása pozitív fogadtatást kapott, és felkeltette az érdeklődést a kazak zene és kultúra iránt Kínában. Később egy interjúban elmondta: ismét megbizonyosodott arról, hogy a zene nem ismer határokat. A 7. forduló után a Hunan TV egy dokumentumfilmet sugárzott, amiben Song Ke az Alibaba Planet – zenei platform, a kínai internet óriás, az Alibaba csoport tagja – vezérigazgatója azt mondta: „Nem tudom honnan jött. Kétségtelenül egy csodálatos énekes. Hangja a legkiválóbb, leglenyűgözőbb, amely képes túllépni nemeken, nyelveken és határokon. Ez a zene alapvető lényege. Ez a "sötét ló" váratlan meglepetés”.
A 10. fordulóban részben kínaiul előadott saját szerzeménye, a Felejthetetlen nap (Umitilmasz kün) néhány napon belül a Fresh Asia zenei lista csúcsára került. Április 5-én kiadta első kínai kislemezét a Kitörölhetetlen emlékek (Eternal Memories, egyszerűsített kínai írással: 拿不走的记忆) című dalt, ami az Emlékek küzdelme (Battle of Memories egyszerűsített kínai írással: 记忆大师) című film betétdala.
A Singer 12. fordulójából továbbjutott a döntőbe. Április 12-én kiadta a Go Go Power Rangers című kislemezét, ami a Power Rangers című film betétdala Kínában.
A Singer 2017 versenyben a második helyen végzett. A gálára egy újabb kazak dalt, az Adj nekem szerelmet (Маxаббат Бер Маған; Mahabbat ber magan) címűt választotta.
A Singer alatt különböző kínai tévéműsorokban szerepelt, köztük a Happy Campben (快乐大本营), My Boyfriend's A Superstar/Fan Fan Boyfriendben és a Come Sing with Meben (ahol a kiválasztott rajongók bálványukkal énekelhettek). Sok más fellépése is volt Kínában, többek között Sanghajban a Chinese Top Ten Music Awardson, ahol elnyerte első kínai díját, a Legjobb ázsiai énekes címet; Sencsenben a Top Chinese Music Awardson – amit a Grammy-díj ázsiai megfelelőjének tartanak – Oujang Nana zongorakíséretével előadta az Umitilmasz künt, és elnyerte a Legnépszerűbb nemzetközi énekes díjat. Fellépett a Selyemút gálán, amelyet Kazahsztán kínai nagykövetsége és Kína Kulturális Minisztériuma szervezett Pekingben.
A Singer 2017 utáni hazatérésekor, április 25-én Asztanában tömegek köszöntötték, és este már koncertet is adott a Kazahsztán Központi Koncert Hall'' 3500 fős nagytermében. A következő időszakban számos TV-műsorban és nyilvános eseményen szerepelt Kínában, Kazahsztánban és Franciaországban.
Franciaországi fellépései során szerepelt az S.O.S. előadásával a France 2 tévécsatorna népszerű Les Années Bonheur tévéműsorában. Jótékonysági fellépései voltak a párizsi és a cannes-i Global Gift gálákon (amelyre az alapítvány tiszteletbeli elnöke, Eva Longoria hívta meg); a Cannes-i Filmfesztiválon, valamint az UNESCO párizsi Ruhani Zsangiru gáláján.
2017. június 27-én Asztanában Basztau (Бастау, Kezdet) címmel tartotta első nagyszabású szólókoncertjét. A háromórás koncerten a vendégénekesek között volt a kínai Terry Lin, Loreen, Sophie Ellis-Bextor és aktöbei tanára: Marat Ajtimov. Duettet énekelt Majra Muhamedkizi operaénekesnővel, Krisztina Orbakaitėval és szüleivel: Szvetlana Ajtbajevával és Kanat Ajtbajevvel. A Singer 2017-en előadott és a korábbi népszerű dalain kívül újakat is bemutatott: Zsuldizim (Жұлдызым, Csillagom), Kim eken (Кім екен, Nélküled), Szöz szongi (Сөз соңы, Utolsó szó) és Lejla (Лейла). A Basztau koncert jó fogadtatásban részesült, és a mintegy 30 000 fős közönség megtöltötte az Asztana Arénát.
Júliusban Kínában új dala jelent meg, az Ocean of Time (kínaiul: 时光·沧海), a Moonlight Blade videójáték főcímdala, amely később elnyerte a Hollywood Music in Media díjat. Ugyancsak júliusban a fehéroroszországi Vicebszkben – ahol a nemzetközi karrierje 2015-ben kezdődött – a Szlavjanszkij Bazar záróünnepségén énekelt, és számos dalt adott elő a 2017-es Eurázsia Nemzetközi Filmfesztivál közönségének és tiszteletbeli vendégeinek: Nicolas Cage-nek és Adrien Brodynak.
Szeptember 16-án az almati Gakku Szabadtéri Fesztivál főszereplőjeként 150 000 fős tömeg előtt lépett fel. Korábban a legmagasabb hangja a Mariah Carey-ével egyenértékű G#7 volt a sípregiszterben. A Gakku Fesztiválon felülmúlta önmagát azzal, hogy az Umitilmasz kün alatt elérte a D8-at.
2017-ben Dimash barátja, a 2014-es szocsi olimpián érmes kazak műkorcsolyázó Denisz Ten a számára készített S.O.S. stúdiófelvételre átalakított programjával visszatért a versenysporthoz.
December 16-án Csangsában megkezdte D-Dinasty szólókoncert körútját.

### 2018: Töretlen népszerűség Kínában, áttörés Oroszországban
Kínában számos fellépése volt: előadott a CCTV Tavasz Fesztivál (a kínai újév) gáláján Wu Muye és Maksim Mrvica zongoristák kíséretében, duettben a Grammy-díjas Wu Tonggal a kínai újévi gálán, vendégelőadóként a Singer 2018, az Egy Övezet Egy Út gálán, a Válassz nagy sztárt varietében, duettben Wang Lìvel a kínai Őszközép fesztiválon, decemberben a Miss World 2018 döntőjén, a Hajnani Nemzetközi Filmfesztiválon.
Májusban elkészítette első angol nyelvű klipjét, a Screaminget, amit szeptemberben az Idol Hits show-n mutatott be.
A Phanta City rövid videófilmben a főszereplőt alakította, és előadta az If I Never Breathe Again (Ha nem lélegzem többé) és a When You Believe (Ha hiszel) című dalokat.
2018-ban három szólókoncertet tartott: két D-Dynasty koncertet Fucsouban és Sencsenben, valamint Londonban a Kazahsztán Kultúrájának Napja keretében.
Májusban fellépett a 71. Cannes-i fesztiválon. Júliusban a fehéroroszországi Vicebszkben megrendezett Szlavjanszkij Bazar 2018-on zsűritagként és vendégelőadóként vett részt. Szeptemberben vendégként vett részt Szocsiban a fiatal popénekesek Novaja Volna (Új Hullám) nemzetközi versenyén, ahol először adta elő a Bűnös szenvedélyt (Gresnaja sztraszty), és a záróünnepségen az Adagiot. Ez meghozta számára az áttörést Oroszországban: 2018 őszétől ott is többször lépett föl, köztük a központi NTV (НТВ) tévécsatornán és a Pesznya Goda (Az év dala) gálán Moszkvában.

### 2019:The World's Bestaz Egyesült Államokban és azArnauszóló koncert
Részt vett a CBS The World's Best tehetségkutató versenyén, amelyben a hat oktávos ember és a világ legszélesebb hangtartományú embereként mutatták be az amerikai közönségnek. Az első körben az S.O.S.-t adta elő, a másodikban pedig az All by Myselfet. Az elődöntőben kilépett a versenyből, mert ekkor derült ki, hogy gyerekek, a 13 éves indiai zongorista: Lydian Nadhaswaram és a 12 éves kazak énekes: Danelija Tulesova is résztvevői a versenynek. Dimash normáival nem fért össze, hogy gyerekekkel versenyezzen, annál inkább, hogy meghagyja a lehetőséget a fiatalabbak számára. Így, noha első helyen állt, Giazotto Adagióját már versenyen kívül adta elő.
Oroszországban, Moszkvában március 22-én és 23-án dupla koncertet adott. Vendégként szerepelt a szocsi Novaja Volna fesztiválon, főszereplője volt a kazanyi WorldSkills záróünnepségének. Szintén meghívott vendégként énekelt, Lara Fabiannal duettet is Igor Krutoj jubileumi gáláján Moszkvában. November 29-én megtartotta szentpétervári koncertjét, majd másnap Düsseldorfban lépett föl ismét vendégként. December 5-én elnyerte a Legjobb klasszikus zenei énekes és Az év felfedezettje díjat a Viktória orosz nemzeti zenei díjátadón, amit a Grammy-díj orosz megfelelőjének tartanak.
Kínában beválasztották a Super–Vocal zenei verseny-show zsűrijébe, és több fellépése is volt: részt vett a Tavasz Fesztivál gálaműsorában, a Singer 2019-en a Super-Vocal döntőseivel együtt adott elő egy Queen egyveleget; egyik főszereplő volt a Omej-hegyi Zenei Fesztiválon, ahol bőrig ázva is megtartotta a hat számból álló koncertjét; az ázsiai kultúra karneválján; a Jackie Chan Nemzetközi Akciófilmhét megnyitó ünnepségén; október 20-án a Selyemút Nemzetközi Filmfesztivál záró- és díjátadó ünnepségén; vendégszerepelt az Álarcos énekesben.
Június 13-án kiadta első, dupla albumát, az iD-t, ami a megjelenését követő 37 másodpercen belül platinalemez lett, az első órában pedig háromszoros platina.
Két héttel később, június 29-én az Arnau (kazak: Арнау; Ajánlás) címmel tartott második nagyszabású szólókoncertjén a kazak főváros Asztana Arénáját 40 000 ember töltötte meg. A koncert előtt nagyinterjút adott Dana Nurzsigitnek a Qazaqstan VT számára.
A fehéroroszországi Minszkben, az Európa-játékok megnyitó ünnepségén mutatta be új, Ogni Pietra (A kövek ereje; közismertebben: Olimpico) című dalát.
2019. október 26-án Igor Krutoj koncertjén vendégművészként szerepelt. A New York-i Barclays Centerbe december 10-én már saját, Arnau Envoy koncertje vonzott teltházat.
November 19-én a 2019-es ABU TV Dalfesztiválon Tokióban Kazahsztán képviselőjeként az S.O.S.-t adta elő.

### 2020:Arnauturné és megjelenése az amerikai médiában
Február közepén megkezdte az Arnau európai koncertkörútját, azonban a koronavírus-járvány miatt márciusban meg kellett szakítania.
A kínai Tavasz Fesztivál január 25-én közvetített gálaműsorában Li Jükanggal egy híres hagyományos kínai operából, a Megrészegült hitvesből (新贵妃醉酒, Drunken Concubine) ismert történetet énekelte modernizált változatban. Két, 2020 elején megjelent film betétdalát neki adták: az egyik az angolul Be Happy (egyszerűsített kínai írással: 嗨皮一下) a Vanguard című filmben, a másik az Across Endless Dimensions, a Creators – The Past című film záródala. Júniusban került adásba a kínai CCTV-1 Örök Klasszikusok (经典咏流传, Everlasting Classics) című műsora, amelyben a Tang-dinasztia idején élt Csang Csiu-ling egy versét foglalta dalba.
Májusban online élő közvetítésen keresztül a Tokyo Jazz Fesztivál keretében a Szamal taut és az S.O.S-t adta elő.
2020 júniusától a kazak Khabar TV dokumentumfilm-sorozatot indított Dimash Show felcímmel, aminek a 2020-ban készült öt részét 2021 nyarán Dimash a saját YouTube-csatornáján is megosztotta. Augusztus 9-én kiadta az Ó, jaj, Hazám (Qairan Elim) című zenei videóját.
2020 júliusában megkezdte napi 24 órás adását a La Era Dimash argentin online rádió, ami 2022 októbere óta már az Antarktiszon is fogható.
Első kazak előadóként szerepelt az MTV hivatalos YouTube-csatornáján. Október 2. és december 18. között az MTV a Top 5 között rangsorolva közvetítette a kazak és angol nyelvű dalait, a Kevan Kenney műsorvezető által készített interjúkat pedig 2020 decembere és 2021 februárja között.
Novemberben interjút adott Arman Davletyarovnak az orosz Muz-TV számára. Ennek 2. részét Davletyarov csak másfél évvel később hozta nyilvánosságra.
December 3-án jelentette be online koncertjét, a Dimash Digital Show-t. Az online koncert bevételének egy részét egy nemzetközi karitatív szervezetnek ajánlotta föl.

### 2021:Dimash Digital Showonline koncert és visszatérés Kínába
A világjárvány miatt 2020 tavaszán megszakított koncertkörútja óta az első, és online is első, Dimash Digital Show című koncertjére az egyik legismertebb streaming platformon került sor 2021. január 16-án, aminek elérhetőségét január 31-ig meghosszabbították. A show-n 140 fős nemzetközi csapat dolgozott. Ezen három új dalt mutatott be: az Ömir ötert (Өмір өтер; Az élet elmúlik), a Kieli Mekent (Киелі мекен; Szent föld) és a Be With Met (Légy velem). Az online koncerten elhangzott dalokat egyenként közzétette: szeptember 10. és november 20. között folyamatosan, míg végül 2022. augusztus 19-én az utolsót is.
Január 17-én és 20-án fellépett a Testvérvárosok Nemzetközi Szervezete (Sister Cities International) Minden út a diplomáciához vezet (All Roads Lead to Diplomacy) elnevezésű online rendezvényén.
Február 19-én landolt a Mars felszínén az a 2020. július 30-án föllőtt Mars-járó, amin egy mikrocsipen Dimash neve is szerepel.
Január 31-én, közvetlenül a Dimash Digital Show ráadását követően hozta ki a Golden zenei videóját. A kazak hagyományos újév, a nauriz alkalmából március 21-én jelentette meg a Dimash Digital Show számai közül az elsőt, március 24-én, Kuat Sildebajev Szülőföld trilógiájának harmadik darabját, az Amanat címűt, április 30-án az online koncerten bemutatott Be With Me zenei videóját, illetve május 21-én saját klipjét az Across Endless Dimensions című számhoz.
Szeptembertől számos rendezvényen fordult meg Kínában: a Selyemút Nemzetközi Filmfesztiválon, a Global Chinese Music Chartson, a Pekingi Nemzetközi Diák Filmfesztiválon, és részt vett a Shine! Super Brothers tévés műsorban és a Metropolitan Opera tenorjával, Yinxi Zhanggal a CCTV szilveszteri műsorában.
November 28-án az ismét online megrendezett, 20. Tokyo Jazz Fesztiválon első alkalommal énekelt japánul: Tamaki Kódzsi legendás, Ikanaide (いかないで, Ne menj el) című dalát. Ugyanezzel a dallal vett részt az ABU TV 2021-es Dalfesztiválján, amit a japán NHK World Japan tévécsatorna december 31-én sugárzott.
December 14-én a közösségi oldalain közzétette azt a Kínából küldött videóüzenetét a kazak nyelvről, amit az EL ARNA tévécsatorna anyanyelvről szóló sorozatának aznapi adásában is lejátszottak.
December 15-én a Khabar tévécsatorna Kazahsztán függetlenségének 30. évfordulójára készített műsorában levetítették a januári online koncerten bemutatott Ömir Öter című dalának új zenei videóját.
Január 15. és június 4. között folyamatosan a Top 5 között került be az MTV USA pénteki élő közvetítésébe. 2020 októberétől 2021 júniusáig 29 héten át öt legmagasabbra értékelt zenei videóját adta le az MTV USA Friday Livestream. Novemberben a Fly Away című dala a 4–6. helyen mozgott a Billboard Hot Trending Songs listáján.

### 2022: AzArnauturné befejezése, konferenciák,Strangerkoncert
Március 25-én Dubajban megtartotta a világjárvány óta első koncertjét, és a 2020 tavaszáról elhalasztott koncertjei közül kettőt: április 9-én a düsseldorfit és április 16-án a prágait.
Május 20-án és 21-én Münchenben előadott és pódiumbeszélgetésen vett részt a Digital Life Design konferencián, amire Ralph Simon meghívására érkezett. November 18-án az indiai Mumbaiban vett részt és adott elő a TEDxGateway konferencián.
A Világ- és Tradicionális Vallások vezetőinek szeptember 14–15-én Nur-Szultanban tartott VII. konferenciáján találkozott a konferencia két meghatározó személyiségével, Ferenc pápával és Ahmad et-Tajjeb főimámmal. A konferencia gálakoncertjén mutatta be három évig érlelt szerzeményét, a The Story of One Sky-t (Történet a közös égboltról). Fölszólalt a december 20–21-én Asztanában megrendezett első Közép-Ázsiai Médiafórumon.
Szeptember 23-án teltházas új, nagyszabású koncertet adott Almatiban Stanger címmel. A másnap tartott közönségtalálkozót a The Story of One Sky megfilmesített változatának bemutatójával zárta.
Kiadott további két új zenei videót: május 24-én az Okay-t, ami két nap alatt a Billboard 8. helyére került, majd augusztus 26-án saját szerzeményét, a Zhalynt (Lángoló tűz).

### 2023:Strangerturné, Kína,Virtuózok V4+

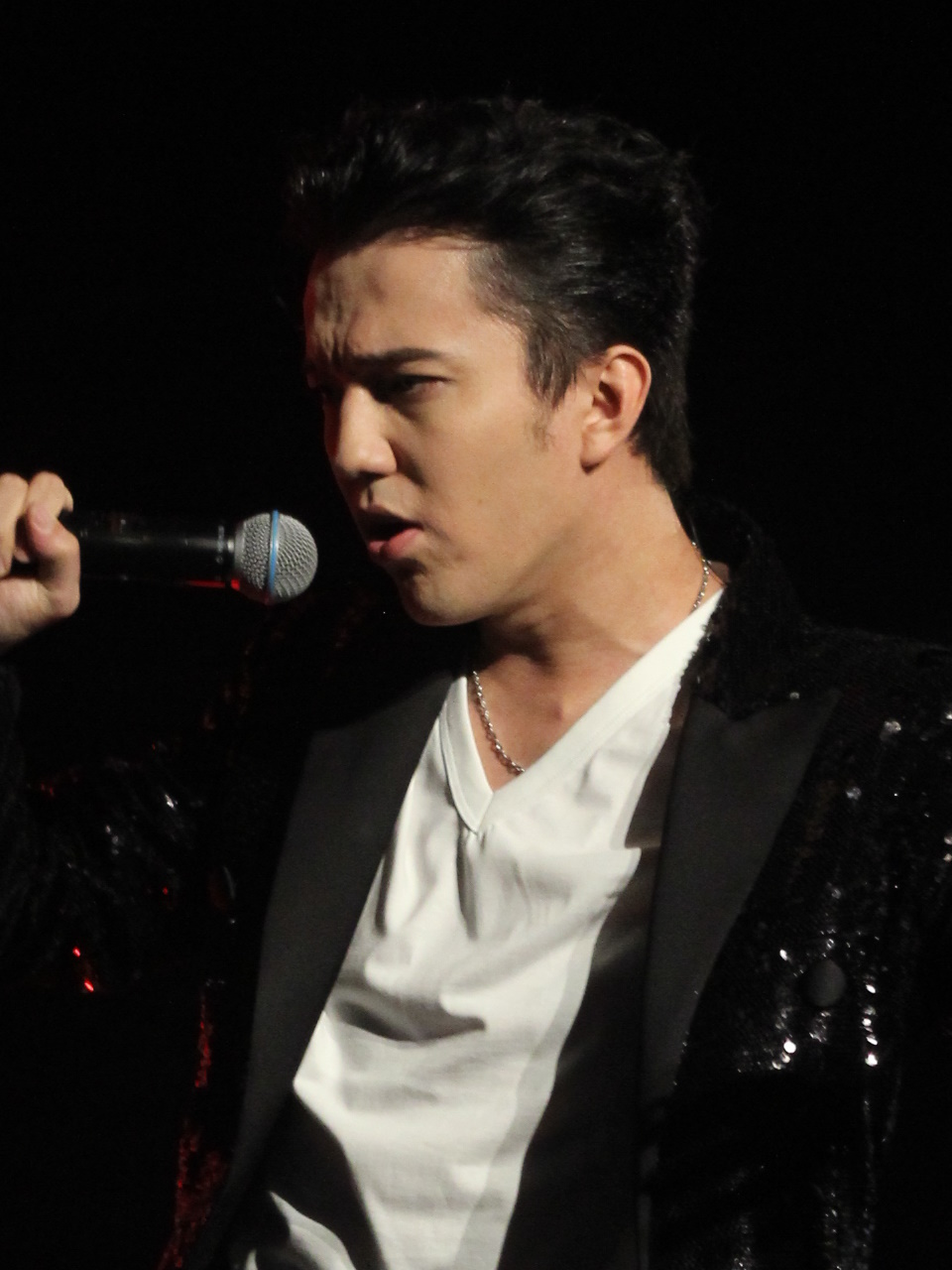
Dimash 2023 októberében

Januárban közzétette az almati koncertjén bemutatott spanyol nyelvű saját szerzeménye, az El amor en ti (Benned a szeretet) felvételét, április 8-án adta ki az öccsének, Abilmanszurnak szintén az almati koncerten bemutatott szerzeménye, a Together (Együtt) zenei videóját, a születésnapján pedig saját szerzeménye, az Ömir (Élet) klipjét.
A Stranger koncertkörútjának 2023-as állomásai április 29-én Jereván, május 6-án Antalya, június 24-én Kuala Lumpur voltak. Hongkongi koncertjének időpontját annak emlékére választotta, hogy hét évvel korábban december 23-án lépett először Kína földjére, a Singer 2017 leendő versenyzőjeként.
Kínában január 21-én megjelent a kínai Tavasz Fesztivál műsorában, január 27-től zsűritagként vett részt a Sanghaji Együttműködési Szervezet (SCO) filmfesztiválján. Részt vett a szeptember 7. és 9. között Vuhsziban tartott Kínai Nemzetközi Intelligens Kommunikációs Fórumon (年中国国际智能传播论坛; International Intelligent Communication Forum), 20-án Csengtuban a Golden Panda Awards díjátadó gálán, ahol a záróünnepségen Wei Wei oldalán a Join Hands (Fogjunk össze), 27-én Fucsouban a 10. Selyemút Nemzetközi Filmfesztiválon Tia Rayjel az ikonikus Jázmin, 29-én az Őszközép Fesztiválon Tan Weiweijel a Barátság a távolból is (Thousands of Miles, a Common Dream) című dalt énekelte. Október 5-én a CCTV-1 Kultúra és Harmónia programja keretében kétféle stílusban adta elő a Dudaraj című kazak népdalt, 21-én Makaón a Popular Movie Greater Bay Area gálakoncerten a számára 2017-ben írt első kínai nyelvű dalt, a Kitörölhetetlen emlékek (Eternal Memories) című dalt. December 16-án ismét részt vett a Hajnani Nemzetközi Filmfesztiválon. A CCTV újévi gálakoncertjén Summer Wanggal (Jíkè Juàn) az Egy Övezet Egy Út keretében készült Common Destiny (Közös sors; 2019) című film főcímdalát, a Let's Go Togethert (Menjünk együtt) adta elő. Hangját adta a Kínai mitológia képekben két kazak nyelvű videójához. Október 17-én a Weibón jelent meg egy mesterséges intelligenciával készült interjúja.
Több kitüntetésben részesült: március 10-én hazájában a Tiketon az Év kazak előadója és az Év könnyűzeni koncertje kategóriákban tartotta a legjobbnak, június 22-én Kuala Lumpurban a malajziai Városi Egyetem az előadóművészetét díjazta, október 24-én a Kazahsztán népművésze címben részesült, december 3-án Belgrádban ismét magas kitüntetést, a Braća Karić Alapítvány díját vehette át.
December 1-én jelentette be, hogy jövő évi első Stranger koncertjét május 4-én Budapesten tartja. December 9-én a budapesti Operaházban találkozott Plácido Domingóval, a Virtuózok V4+ magyar tehetségkutató verseny zsűrijének elnökével, és nyilvánossá vált, hogy zsűritagként részt vesz a 2023-as versenyen. Másnap interjút adott a Virtuózoknak. Budapesten kipróbálta a Bogányi-zongorát, és duettet énekelt Plácido Domingóval, Bizet Gyöngyhalászok című operájának első felvonásából Zurga és Nadir kettősét (Au fond du Temple Saint).

### 2024: A budapesti koncert éve
A Stranger koncertkörútjának 2024-es állomásai május 4-én Budapest, május 24-én Isztambul, szeptember 13-án és 14-én Asztana, november 22-én Prága, 24-én Düsseldorf voltak.
Az év első órájában a kazak Jibek Joly tévé közvetlenül Tokajev elnök újévi beszéde után közvetítette az elnöki palotában (Akorda) fölvett kazak himnuszt Dimash, az Állambiztonsági Szolgálatok szimfonikus zenekarának és az Asztana Opera kórusának előadásában. Február 10-én harmadszor nyerte el a nép kedvence kitüntető címet.

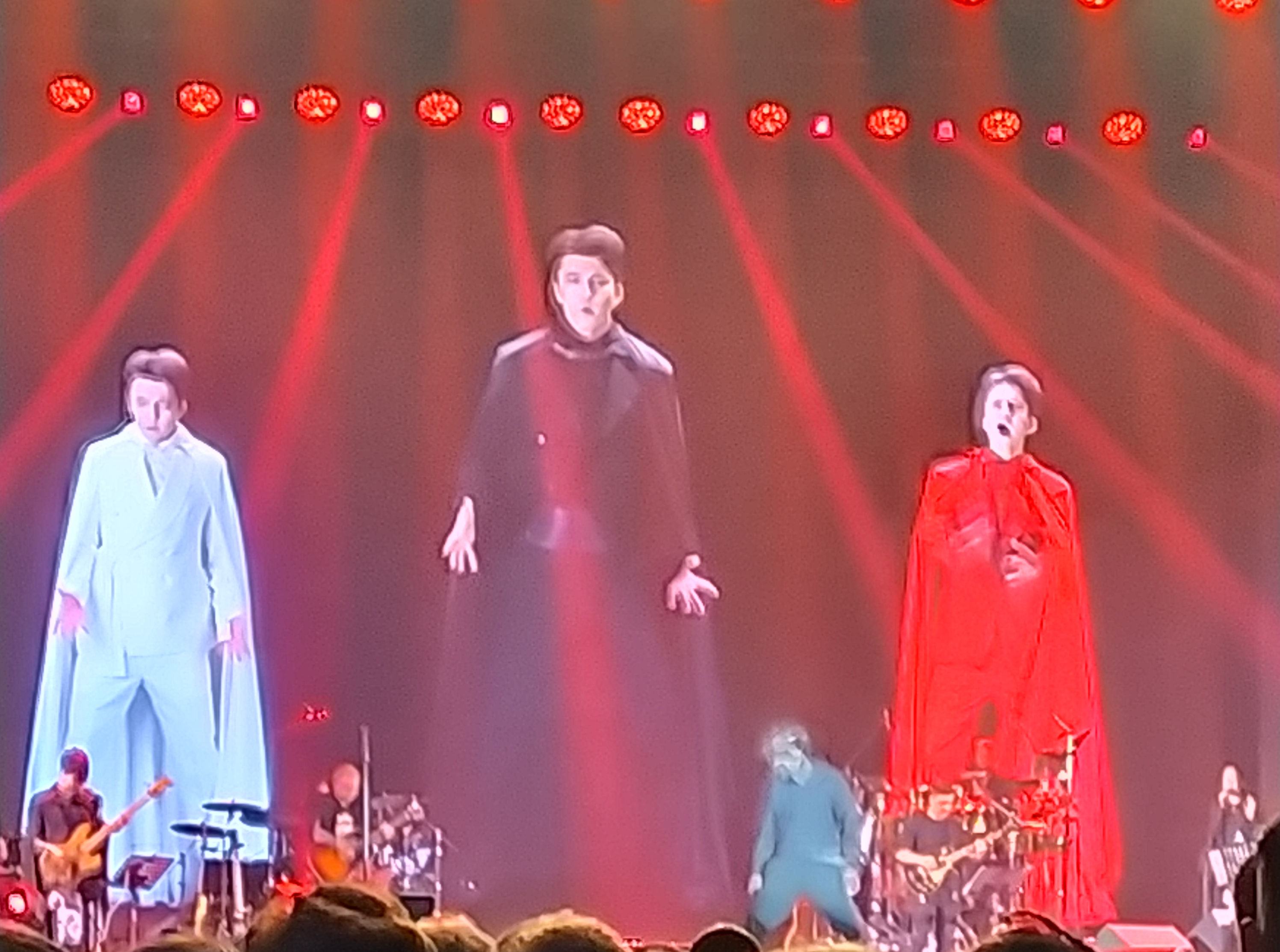
Színpadkép Dimash budapesti koncertjéből (El amor en ti)

Dimash a Karmelita kolostorban a Szamaltaut énekli

A Duna TV január 19-én sugározta a Virtuózok V4+ döntőjének első részét, benne a Plácido Domingóval előadott duettjét, ami május 30-tól a zenei platformokon is elérhetővé vált. A döntő január 26-án közvetített második részében Pejtsik Péter átdolgozásában és vezényletével, a Pannon Filharmonikusok kíséretével több zsűritaggal közösen előadta Michael Jackson Heal The World (Gyógyítsd meg a Földet!) című számát. Május 4-én a Budapest Sportarénában adott koncertet, amit rekord számú, 77 országból érkezett közönség töltött meg. Dimash magyarul üdvözölte a közönséget, és másnap videóval üzente meg köszönetét Budapestnek. A budapesti koncertet megelőző napon látogatást tett az Országházban, ahol találkozott és együtt ebédelt Lezsák Sándorral, az országgyűlés egyik alelnökével. Október 21-én Szingapúrban a Virtuózok jótékonysági koncertjén az S.O.S. Hauser kíséretével, a The Show Must Go On és a Nehéz ősz (Autumn Strong) volt hallható tőle, amiket a Virtuózok a koncert tévéadásba kerülése után 2025. április 25-én külön-külön is közzétett. November 20-án a Tokajev elnők tiszteletére a Karmelita kolostorban adott vacsorán a Szamaltaut és az Ave Mariát adta elő. A vendéglátó magyar miniszterelnök erről egy fényképet is közzétett Egy kazah világsztár Budapesten kísérőszöveggel.

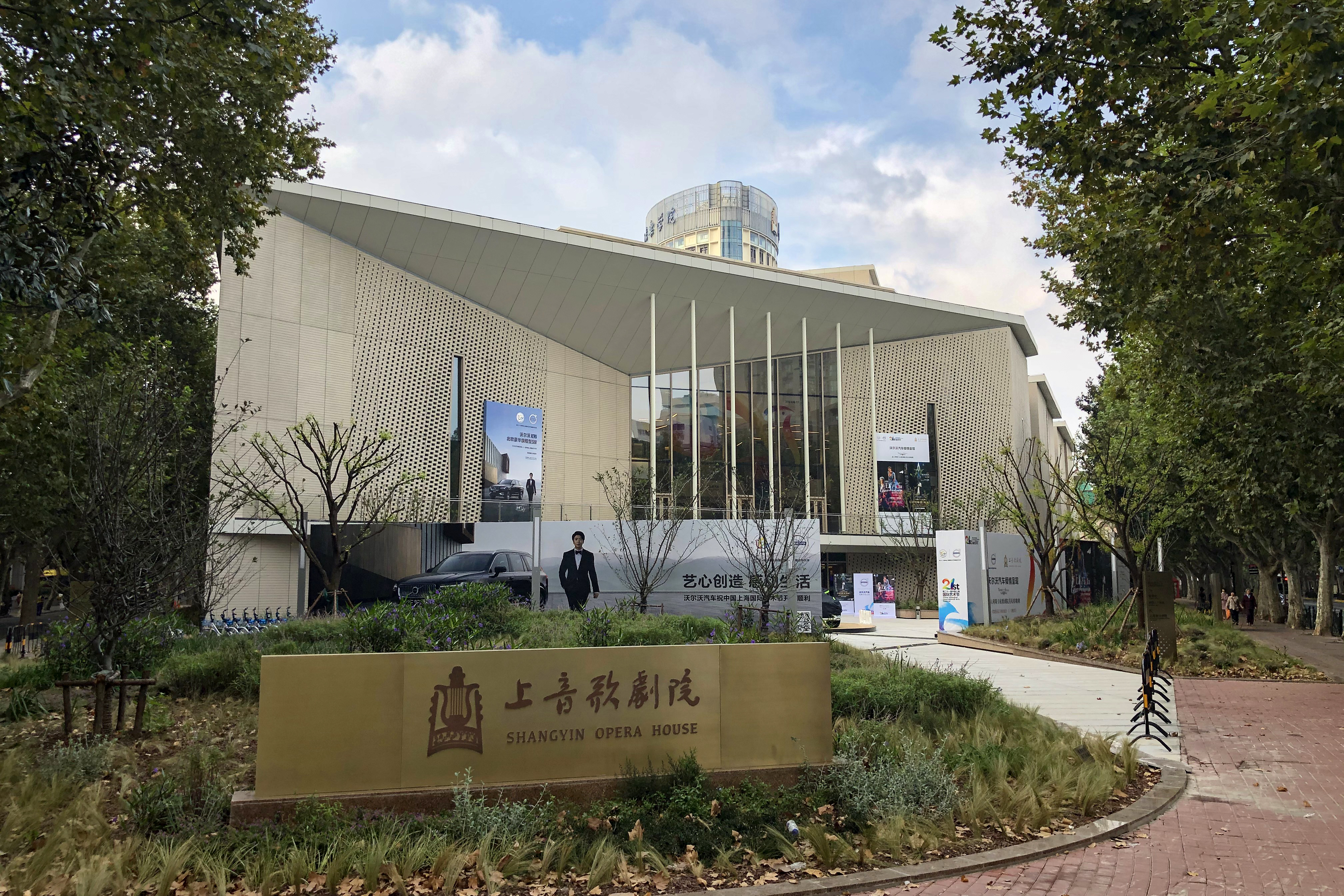
A sanghaji Shangyin Operaház

Kínában február elején a CCTV Classic Night éves ceremóniája keretében Rachel Momóval (Máo Xiǎotóng) az Édes méz (甜蜜蜜; Sweet Honey; 1996) című film főcímdalát, a Liaoning TV Tavasz Fesztivál (a kínai újév) gáláján a Barátság a távolból is (Thousands of Miles, a Common Dream) című dalt énekelte, zongorán Lang Lang kísérte, a CCTV gáláján saját szerzeményeit: a Give Me Your Love-ot (Add nekem a szerelmed) és részben kínaiul az Umitilmasz künt (Felejthetetlen nap). Május 10-én a Sanghaji Zenei Konzervatórium Shangyin Operaházában tartott China Brand Day gálán az S.O.S-t énekelte. A dalválasztásban szerepet játszhatott, hogy épp' aznap volt a Singer 2024 első fordulójának élő adása, ő pedig 7 évvel korábban (Singer 2017) szintén az első fordulóban adta elő ezt a dalt. A CCTV-1 június 8-án közvetített Szépség és Harmónia programja keretében a Golden mellett a Secret Garden You Raise Me Up (Te fölemelsz) című számát adta elő. Az orosz nyelvű kínai CGTN július 1-én tette közzé az Igyeji menyajut (Változnak az eszmék) projekt keretében Dimash-sal készült összeállítását. Július 19-én a kínai Csingtao Nemzetközi Sörfesztivál keretében tartott Cheers Night koncerten az S.O.S-t, az Umitilmasz künt és a When I've Got You-t énekelte. A Singer 2024 utolsó, 12. fordulójának július 26-án közvetített adásában duett-partnerként énekelte Teddy Swims Lose Control (Elveszítem a kontrollt / Eszem vesztem) című számát, az egy héttel későbbi gálaműsorban pedig az Angel Love (Angyalszerelem) című új dalát. A Dragon TV Mi dalunk (我们的歌; Our Song) című műsorának augusztus 18-i adásában a Give Me Your Love-ot (Add nekem a szerelmed), a 25-ei adásban Huang Hsziaojünnel a Since the Red Moon Rose animációs sorozat témadalát, a Vörös hold szabályai (红月亮规则; Red Moon Rules), Gong Linnával pedig a Költővé válni (成为诗人; Become a Poet) című dalt adta elő. Szeptember 7-én Terry Lin pekingi koncertjén a Give Me Your Love-ot énekelte és a házigazdával valamint Huang Hsziaojünnel együtt az Umitilmasz künt (Felejthetetlen nap). Az Őszközép Fesztivál szeptember 17-én közvetített adásában Huang Hsziaojünnel énekelte az I Came To Honor Mortal Life (仰世而来) című dalt. December 26-án a Szecsuáni Csengtuban a 2025. évi szecsuáni újévi koncerten a Kim Eken (Ki vagy?) című számának kínai változatát, a The Crownt (Töviskorona) és Wei Weijel a Join Handst (Fogjunk össze) adta elő.
Nathan Wang – a 2023. szeptember 20-án Wei Weijel előadott Join Hands (Fogjunk össze) zeneszerzője – fölfedte, hogy Dimash egy újabb, a nyáron megjelenő Jackie Chan filmben énekel. A film (A Legend) hivatalos bemutatója július 12-én volt. Ennek záró témadala, a This Love (Ez a szerelem) az, amit a film végén megkurtítva énekel Dimash.
A június 27–29-én Almatiban megrendezett New Vision Forum zárónapján Kazahsztán kulturális fölemelkedése címmel panelbeszélgetésen vett részt, amin levetítették az Ömir (Élet) című videóját és a The Story Of One Sky (Történet a közös égboltról) rövidfilmjét is. Másnap Taskentben a Világifjúsági fesztivál (ami nem azonos a VIT-tel) gálakoncertjén lépett föl. Július 3-án Asztanában ismét találkozott Hszi Csin-ping kínai elnökkel. A két ország elnökének találkozóját követően tartott mini koncert keretében a Dajdidaut énekelte, és dombrán játszotta el a kínaiak kultikus dalát, a Jázmint. (A kínai elnök először 2015-ben hallotta Dimash-t énekelni, majd 2017-ben a kazahsztáni látogatása alkalmával találkoztak is. Hszi elnök – a korábban Kínában népszerű énekes feleségével együtt – azóta is érdeklődéssel követi Dimash pályafutását.) Másnap, július 4-én a Sanghaji Együttműködési Szervezet (SCO) vezetőinek asztanai találkozóján résztvevő Antonio Guteres fogadta, mint az IOM jószolgálati nagykövetét. Az SCO vezetőinek tartott kultúrális program keretében az Adaj küjt játszotta dombrán. Július 7-én a közösségi oldalán adta hírül, hogy szeptemberben Asztanában ad koncertet. Terry Lin koncertjének másnapján, szeptember 8-án már az 5. Nomád Világjátékok megnyitóján a Kieli Mekent (Киелі мекен; Szent föld) adta elő az Asztana Arénában. Ugyanitt tartotta 13-án és 14-én a nagyszabású (csak a kivetítő 84×18 m-es volt) dupla koncertjét, amin bemutatta egy új saját szerzeményét, a Fire-t (Tűz) is. A koncerteket megelőző napon, 12-én, szintén Asztanában Dimash a nagyvilág szemében / A világ meghódítása (Дүние дидарындағы Димаш / Conquering the world) címmel nyílt meg egy, Dimash-nak szentelt időszaki kiállítás a Kazah Köztársaság Nemzeti Múzeumában, amit utóbb a szülővárosában, Aktöbében is a látogatók elé tártak. Október 15-én az első ízben megrendezett Almati Open ATP 250 teniszverseny megnyitóját a When I’ve Got You és a Weekend eléneklésével emelte, és előadta a tőle addig nem hallott Hálás vagyok a sorsnak (Ризамын тағдырға; I'm Grateful To Fate) című közismert kazak dalt, aminek mood videóját másnap meg is jelentette.
Február 13-án közösségi oldalán jelentette be, hogy a 30. születésnapján, május 24-én Isztambulban ad koncertet. Május 1-én közzétett egy, a török tévének adott mini interjút, de interjút adott a szintén török Dream TV-nek is.
Február 15-én kinevezték az ENSz égisze alatt működő Nemzetközi Migrációs Szervezet (IOM) ázsiai regionális jószolgálati nagykövetévé. Október 8-án kinevezték a Világ- és hagyományos vallások vezetői VIII. kongresszusának jószolgálati nagykövetévé. A kinevezési jelvényét 2025. február 21-én vette át a kazak szenátus elnökétől. December 9-én átvette a Kazahsztán jószolgálati nagykövete kinevezését.
Július 10-én az újvidéki Péterváradon rendezett EXIT fesztivál főszereplőjeként 2 számmal vett részt.
Az Euronews Culture csatorna szeptember 17-én tette közzé a Dimash-sal készített interjúját.
November 4-én Párizsban részt vett a Kazahsztán: a nagy sztyepp kincsei című kiállítás megnyitóján, 5-én pedig a kazak elnök párizsi látogatása alkalmával a tiszteletére adott vacsorán az Elisée palotában, ahol az S.O.S-t és a Dajdidaut énekelte el.
A november 26–27-én Dubajban megrendezett DIAFA (Distinctive International Arab Festivals Awards) díjátadón első közép-ázsiai művészként kapta meg ezt a rangos kitüntetést. A zenei munkásságának globális hatásáért kapott díjat tisztelete és hálája jeléül – közelgő 95. születésnapja alkalmából – Bibigül Ahmetkizi Tölegenova operaénekesnőnek ajánlotta föl. A díjátadó keretében részt vett egy panelbeszélgetésen, és a Strangert adta elő. Dimash kitüntetéséről utóbb a Rolling Stone magazin is beszámolt.
A 2023. decemberi hongkongi koncertjén bemutatott két új száma közül a rock, pop, soul és blues elemeket ötvözó When I've Got You (Ha velem vagy) klipjét a február 26-án Isztambulban tartott sajtótájékoztatója végén mutatta be, a Smoke (Füst) performance videóját április 26-án, klipjét május 29-én adta ki. November 27-én jelent meg a Kieli meken (Szent föld) című számának zenei videója.

### 2025: Ismét Budapesten a Virtuózok zsűrijében, aStrangerturné folytatása

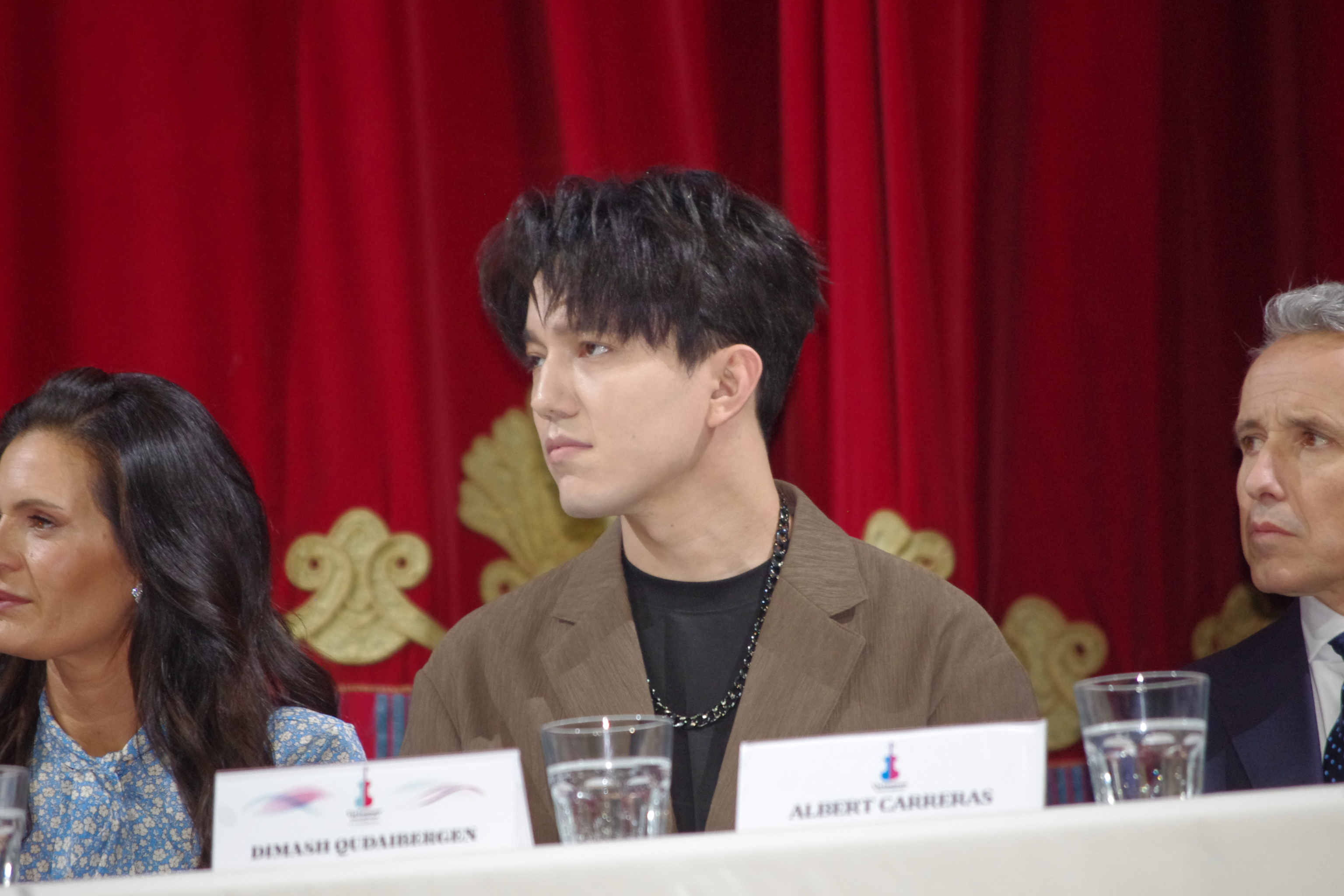
Dimash az Operaházban a Virtuózok sajtótájékoztatóján

A Stranger koncertkörútjának meghirdetett 2025. évi állomásai: október 5-én New York, november 8-án Barcelona, 12-én London és 14-én Berlin, december 12-én Riga.
Január 26-án egy hétre ismét Budapestre érkezett a Virtuózok 10. évadának január 28–29-i és február 1-i felvételeire. A nemzetközi verseny zsűritagjaként január 31-én részt vett az Operaházban tartott sajtótájékoztatón. Február 2-án vették föl Paul Anka emblematikus dalát, a My Wayt az "új három tenor": José Carréras, Plácido Domingo és Dimash valamint Hauser előadásában, és új hangzásban szólalt meg a Hauserral közösen előadott Stranger (Idegen), amik a Virtuózok nemzetközi döntőjének május 30-i illetve június 6-i adásaiban hallhatók. Január 30-án, az első rajongói klub megalakulásának 8. évfordulója alkalmából a budapesti szállodájából köszöntette a rajongóit, és bejelentette egy már 2017 óta várt dala, a Love's Not Over Yet (A szerelem még nem ért véget) klipjének megjelenési dátumát.
A CCTV január 28-án sugárzott Tavasz Fesztivál (a kínai újév) gálaműsorában többedmagával adta elő az Új év ünneplése (庆·新春) című dalt. A Dragon TV február 12-i Lámpás Fesztivál adásában Nathan Wang egy másik dalával, a This Love-val (这份爱 ) és egy Szung-dinasztiabeli költő Lámpás fesztivál című versére írt, negyedmagával előadott dallal szerepelt a műsorban. A pekingi BRTV február 15-én sugározta azt az adást, amiben Gong Linnával adta elő az ókori kínai szövegen alapuló Főnix (凤凰) és Akan Szeri Seregély (Қараторғай) című dalának egyesítésével létrejött sajátos produkciót, amit még 2024. december 29–30-án rögzítettek.
Március 31-én, a kazak elnöki palotában (Akorda) a Nataša Pirc Musar szlovén elnök tiszteletére rendezett fogadáson a Dajdidaut és az S.O.S-t énekelte. Április 5-én Aktauban, a Türk Világ Kulturális Fővárosa 2025 rendezvénysorozat nyitó napjának záró eseményeként a város tengerparti sétányán összegyűlt kb. 100–150 ezer fős közönségnek adott koncertet. Május 26-án a 31. születésnapja alkalmából az Almati Arénában D & Dears közönségtalálkozót tartott, amit bő 1 órás koncerttel zárt. Másnap mutatták be Almatiban a 2024. évi asztanai dupla koncertjéből készült filmet, aminek a bemutatóján személyesen is részt vett.
Március 7-én jelentette meg a Love's Not Over Yet (A szerelem még nem ért véget) – ami 1 héten belül 1 milliós nézettséget ért el –, május 15-én a Tau isinde (A hegyekben) zenei videóját.

## Hangterjedelem és stílus

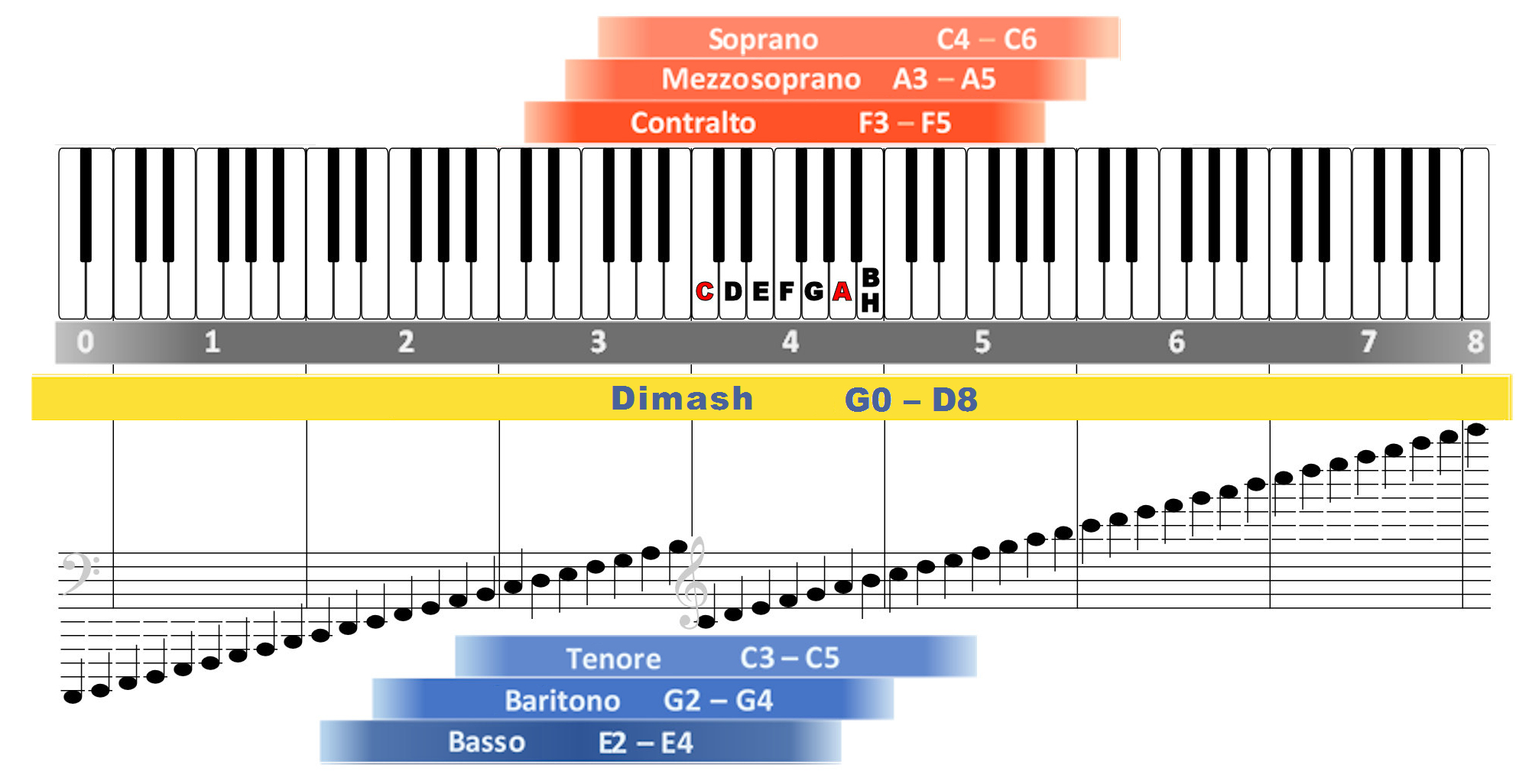
Dimash hangterjedelme 2021-ben

Dimash a legtöbb énekes közül kiemelkedik széles hangterjedelmével, amit a nemzetközi ismertsége óta 5-ről több mint 7 oktávra bővített, lefelé.
Több zenei műfajban énekel. Fő műfaja a klasszikus crossover, de otthonos a klasszikus zenében (bel canto), a popzenében, játszik és énekel népzenét, népdalokat, világzenét. Számos műfaj zenei elemeit, énekstílusát és technikáit használja, beleértve a jazzt, a rockot (pl. sikítás), a R&B-t, a zenés színházat és a rapet is.

## Egyéb tevékenységek

### Kiállása a béke mellett
Dimash minden alkalmat megragad, hogy kiálljon a béke mellett: közösségi oldalain, saját szerzeményeiben, interjúkban, koncertjein, közönségtalálkozón, nemzetközi fórumokon.

### Tehetségkutató versenyek
Kezdeményezője a gyerekeknek 2018 óta évente megrendezett Baqytty Bala kazak tehetségkutató versenynek. Zsűritagként részt vett a kazak Bala Dauiszi, a kínai Super–Vocal, az orosz Szlavjanszkij Bazar és Novaja Volna, valamint a 2023. évi magyar Virtuózok V4+ tehetségkutató versenyen.

### Modellkedés
Modellt állt divatcégek valamint életmód- és divatmagazinok számára. Szerepelt a Men's Health, a Southern Metropolis, az Easy, a L’Officiel Hommes, az Ivyplume, a Chic, a Chic Teen, az Elle és az Esquire magazin címlapján, más magazinok fotósorozatot közöltek róla, köztük a Cosmopolitan és az OnlyLady, valamint divatvideókat is készítettek vele pl. az Elle Shop és a Cosmopolitan.
Ismertségével élt már a reklámszakma is: ásványvíztől a telefonig, órától az autóig, divatcégektől a postáig több nagyvállalat reklámarca lett és bemutatóikon szerepelt.

### Színészi alakítások
Színészként szerepelt számos kínai és orosz tévés produkcióban, illetve saját zenei videóiban.

## Díjak és elismerések
| Versenyek             | Versenyek                                                                   | Versenyek                  | Versenyek                       |
| Dátum                 | Verseny                                                                     | Helyszín                   | Eredmény                        |
| --------------------- | --------------------------------------------------------------------------- | -------------------------- | ------------------------------- |
| 2019. február–március | The World's Best – a CBS tehetségkutató verseny showja                      | Hollywood, Kalifornia, USA | visszalépett az elődöntőben     |
| 2017. január–április  | Singer 2017 – a Hunan TV verseny showja                                     | Csangsa, Kína              | 2. helyezés                     |
| 2015. július 9–13.    | Szlavjanszkij Bazar – Nemzetközi Művészeti Fesztivál                        | Vicebszk, Fehéroroszország | nagydíj                         |
| 2013. július 19.      | Mejkin Azija – Fiatal előadóművészek első nemzetközi fesztiválja            | Csolpon-Ata, Kirgizisztán  | Nagydíj                         |
| 2012. szeptember 9.   | Vosztocsnij Bazar – Fiatal előadóművészek nemzetközi TV-versenye            | Jalta, Ukrajna             | 1. díj                          |
| 2012. május 20.       | Zsasz Kanat – 30 év alatti fiatal előadók köztársasági versenye             | Asztana, Kazahsztán        | nagydíj                         |
| 2010                  | Bajkonur csengő hangjai (Байқоңырдың әсем дауыстары) – Nemzetközi Fesztivál | Bajkonur, Kazahsztán       | 1. helyezés                     |
| 2000                  | Ajnalajin (Айналайын) – köztársasági verseny                                | Aktöbe, Kazahsztán         | 1. helyezés (zongora kategória) |

| Díjak, kitüntetések, elismerések | Díjak, kitüntetések, elismerések                                | Díjak, kitüntetések, elismerések | Díjak, kitüntetések, elismerések |
| Dátum                            | Esemény                                                         | Helyszín                         | Díj, kitüntetés, elismerés |
| -------------------------------- | --------------------------------------------------------------- | -------------------------------- | --- |
| 2024. december 9.                | A nép kedvence nemzeti díjak                                    | Asztana, Kazahsztán              | Az év kulturális személyisége (negyedszer) |
| 2024. február 10.                | A nép kedvence nemzeti díjak                                    | Asztana, Kazahsztán              | A díj harmadszori elnyerőjeként különdíj |
| 2023. december 3.                | Fondacija Braća Karić (Karics Testvérek alapítvány) díja        | Belgrád, Szerbia                 | Braća Karić díj |
| 2023. október 24.                | A köztársaság napja                                             | Asztana, Kazahsztán              | Kazahsztán kiváló művésze cím |
| 2023. június 22.                 | Kancellári érem                                                 | Kuala Lumpur, Malajzia           | A Kancellári érem a kuala lumpuri Városi Egyetem (City University) által odaítélhető legrangosabb kitüntetések egyike (az előadóművészet terén nyújtott kiemelkedő teljesítményért, az előadó-művészethez való hozzájárulásért, valamint művészi mesterség határokon átnyúló hasznosításáért) |
| 2022. november 9.                | The Muslim 500                                                  | Ammán, Jordánia                  | Az 500 legbefolyásosabb Muszlim közé sorolták |
| 2022. szeptember 15.             | A Világ- és hagyományos vallások vezetőinek VII. kongresszusa   | Nur-Szultan, Kazahsztán          | A kongresszus emlékérme Ferenc pápától |
| 2022. március 24.                | EMI GALA Fashion Awards                                         | Dubaj, EAE                       | EMI GALA nemzetközi díj |
| 2022. március 4.                 | A Ticketon éves kulturális, művészeti és sport díjai            | Kazahsztán                       | Az év kazak művésze |
| 2020. június 29.                 | Sina Corporation díjai                                          | Peking, Kína                     | Az év legnépszerűbb külföldi énekese |
| 2020. március 3.                 | A Ticketon éves kulturális, művészeti és sport díjai            | Almati, Kazahsztán               | Az év popkoncertje díj Dimash Arnau szólókoncertjéért |
| 2020. január 18.                 | A nép kedvence nemzeti díjak                                    | Nur-Szultan, Kazahsztán          | Az év kulturális személyisége |
| 2020. január 11.                 | JSTYLE China Attitude Trend Setting díjak                       | Pingjao, Kína                    | Az év legjobb férfi énekese |
| 2019. december 26.               | 10. DoNews RenRen díjak                                         | Peking, Kína                     | Az év legnépszerűbb külföldi művésze |
| 2019. december 12.               | A Kazak Köztársaság függetlenség napja                          | Nur-Szultán, Kazahsztán          | Kazahsztán érdemes művésze |
| 2019. december 11.               | Az Aktöbe régió Maszlihat (regionális parlament) 40. ülésszaka  | Aktöbe, Kazahsztán               | Aktöbe régió tiszteletbeli polgára |
| 2019. december 7.                | Pesnya Goda (Az év dala)                                        | Moszkva, Oroszország             | Az év énekese |
| 2019. december 5.                | Orosz Nemzeti Zenei Díjkiosztó (Viktória)                       | Moszkva, Oroszország             | Az év énekese a klasszikus zenében és Az év felfedezettje |
| 2019. nov. 5.                    | Forbes 30 Under 30 of Forbes Kazakhstan                         | Kazahsztán                       | A Forbes 30 30 év alatti legsikeresebb emberei közé sorolta |
| 2018. december 16.               | The Silk Road Cohesion (Selyemút összetartás) díjak             | Sanghaj, Kína                    | A selyemút fiatal nagykövete és Az év énekese |
| 2018. október 29.                | Forbes 30 Under 30 of Forbes Kazakhstan                         | Kazahsztán                       | A Forbes 30 30 év alatti legsikeresebb emberei közé sorolta |
| 2018. február 10.                | Top Global Chinese Music díjak                                  | Peking, Kína                     | Az év legnépszerűbb énekese |
| 2018. február 1.                 | Belt and Road (Övezet és út) Tavasz-fesztivál (kínai újév) gála | Peking, Kína                     | A Kína és Kazahsztán közötti Barátság-nagykövete |
| 2018. január 27.                 | Global Chinese Golden Chart díjak                               | Peking, Kína                     | Az év legjobb művésze |
| 2018. január 18.                 | Weibo éves díjak                                                | Peking, Kína                     | Az év új zenei erőssége |
| 2017. december 27.               | Golden Mango Stars díjak                                        | Csangsa, Kína                    | Az év legnépszerűbb férfi énekese |
| 2017. december 21.               | Beauty Touching éves jótékonysági gála                          | Peking, Kína                     | Az év legnépszerűbb külföldi énekese |
| 2017. december 2.                | iQIYI Screaming Night éves gála                                 | Peking, Kína                     | Az év legnépszerűbb férfi énekese |
| 2017. november 29.               | Awakening Time divatest gála                                    | Peking, Kína                     | az Innovation Time vezető egyénisége |
| 2017. november 14.               | Hollywood Music in Media díjak                                  | Hollywood, USA                   | Hollywood Music in Media Díj a Legjobb Eredeti Dal a videó játék kategóriában az Ocean Of Time (Az idő óceánja), a Moonlight Blade (Holdfénysugár) című online videójáték témadala (zeneszerző: Thomas Parisch)                                                                               |
| 2017. augusztus 27.              | Éves Nemzetközi Zenei Fesztivál                                 | Asztana, Kazahsztán              | Astana Dauiszi (Asztana hangja) |
| 2017. augusztus 27.              | Asia New Song Festival                                          | Peking, Kína                     | Legjobb külföldi férfi csillag |
| 2017. augusztus 9.               | Chinese Golden Melody Festival                                  | Hongkong                         | "Legkedveltebb énekesem" |
| 2017. július 20.                 | MTV Global Chinese Music Festival                               | Sencsen, Kína                    | Legnépszerűbb tengerentúli énekes |
| 2017. július 19.                 | Tencent MTV Asia Golden Melody díjak                            | Kanton, Kína                     | Legnépszerűbb tengerentúli énekes |
| 2017. május 25.                  | Style Music Awards                                              | Peking, Kína                     | Az év legnépszerűbb férfi énekese |
| 2017. április 26.                | Kazahsztán Népgyűlésének 25. ülésszaka                          | Asztana, Kazahsztán              | Kazahsztán elnökének áldása |
| 2017. április 9.                 | 17. Top Chinese zenei díjak                                     | Sencsen, Kína                    | Legnépszerűbb külföldi énekes |
| 2017. március 27.                | 24. Kínai top 10 zenei díjak                                    | Sanghaj, Kína                    | Legjobb ázsiai énekes |
| 2017.március 3.                  | Az Első Elnök Alapítványának díja                               | Asztana, Kazahsztán              | Díjnyertes |
| 2016. december 30.               | Köztársasági Ifjúsági Fórum                                     | Asztana, Kazahsztán              | A Kazah Köztársaság első elnökének állami ösztöndíja |
| 2016. január 22.                 | A nép kedvence nemzeti díj                                      | Asztana, Kazahsztán              | Esztrád előadó kategóriában |
| 2015. december 28.               | Az év embere                                                    | Asztana, Kazahsztán              | Az év énekese |
| 2014. december 30.               | A Kazah Köztársaság kormányának Daryn Állami Ifjúsági Díja      | Asztana, Kazahsztán              | Színház és mozi kategóriában |

## Önálló koncertek és nemzetközi turnék

### Önálló koncertek
| Önálló koncertek     | Önálló koncertek                                                                                | Önálló koncertek           | Önálló koncertek | Önálló koncertek | Önálló koncertek |
| Dátum                | Címe                                                                                            | Város, Ország              | Helyszín         | Nézőszám         | Megjegyzés |
| -------------------- | ----------------------------------------------------------------------------------------------- | -------------------------- | ---------------- | ---------------- | --- |
| 2025. május 26.      | D & Dears                                                                                       | Almati, Kazahsztán         | Almaty Arena     |                  | közönségtalálkozó koncerttel |
| 2022. szeptember 23. | Stranger                                                                                        | Almati, Kazahsztán         | Központi stadion | 30 000+          | teltház; jelentések szerint kb. 35 000 néző 63 országból; koncertvideó (3 részben) |
| 2021. január 16.     | Dimash Digital Show                                                                             | —                          | online           |                  | a nézők 100 országból követték |
| 2019. december 10.   | Arnau Envoy                                                                                     | New York, USA              | Barclays Center  | 19 000           | teltház; a nézők 63 országból érkeztek |
| 2019. november 29.   | Szentpétervár, szóló koncert                                                                    | Szentpétervár, Oroszország | Ljedovoj Dvorec  | 13 000           | teltház; a nézők 30 országból érkeztek |
| 2019. október 18.    | WOW Arena megnyitó, szóló koncert                                                               | Szocsi, Oroszország        | WOW Arena        | 3 000            | teltház |
| 2019. június 29.     | Arnau                                                                                           | Nur-Szultan, Kazahsztán    | Asztana Arena    | 40 000           | teltház; a nézők 64 országból érkeztek; megnyerte a Ticketon díjat az Év legjobb pop-koncertje kategóriában; a bevétel egy részét az ariszi robbanás áldozatainak adományozta; koncertvideó     |
| 2018. november 19.   | London, szóló koncert (az Egyesült Királyságban tartott kazahsztáni kulturális napok keretében) | London, Egyesült Királyság | IndigO2          | 2 800            | teltház; a nézők 45 különböző országból érkeztek; a teljes bevételt a kazahsztáni fiatal tehetségek és a fiatalok nemzetközi versenyeken való részvételének támogatására fordították; TV riport |
| 2017. június 27.     | Basztau                                                                                         | Asztana, Kazahsztán        | Asztana Arena    | 30 000           | teltház; koncertvideó |

### Turnék
| STRANGER turné       | STRANGER turné          | STRANGER turné                                                | STRANGER turné | STRANGER turné |
| Dátum                | Város, Ország           | Helyszín                                                      | Nézőszám       | Megjegyzés |
| -------------------- | ----------------------- | ------------------------------------------------------------- | -------------- | --- |
| 2025. december 12.   | Riga                    | Xiaomi Arēna                                                  |                | |
| 2025. november 14.   | Berlin                  | Max-Schmeling-Halle                                           |                | |
| 2025. november 12.   | London                  | OVO Arena Wembley                                             |                | |
| 2025. november 8.    | Barcelona               | Olimpic Arena Badalona                                        |                | |
| 2025. október 5      | New York                | Madison Square Garden                                         |                | |
| 2024. november 24.   | Düsseldorf, Németország | PSD Bank Dome                                                 | ≤ 14 505       | |
| 2024. november 22.   | Prága, Csehország       | Sportovní hala Fortuna                                        | ≤ 13 000       | |
| 2024. szeptember 14. | Asztana, Kazahsztán     | Asztana Aréna                                                 | ≤ 26 597       | |
| 2024. szeptember 13. | Asztana, Kazahsztán     | Asztana Aréna                                                 | ≤ 26 597       | több mint 9000 néző 50 országból; a jegyek 1 hét alatt (a 18 597 ülőhelyre 3 nap alatt) elkeltek, ezért július 31-én meghirdettek egy újabb koncertet.                     |
| 2024. május 24.      | Isztambul, Törökország  | Beşiktaş Stadion                                              | ≤ 32 000       | a 30. születésnapján meglepetés vendégekkel |
| 2024. május 4.       | Budapest, Magyarország  | Papp László Budapest Sportaréna                               | 8 100+         | telt házas koncert; a nézők rekord számú, 77 országból érkeztek; a magyar Wikipédia május 2. és 5. között a Dimash szócikket ajánlotta, és a Tudtad-e rovatban ismét hozta |
| 2023. december 23.   | Hongkong, Kína          | Hongkongi Kongresszusi és Kiállítási Központ (HKCEC) Hall 5BC | ≤ 8 000        | két új saját szerzeménye, a Smoke (Füst) és a When I've Got You (Ha velem vagy) bemutatója                                                                                 |
| 2023. június 24.     | Kuala Lumpur, Malajzia  | Axiata Arena                                                  | ≤ 11 000       | a szeretett nagyapja 11 nappal korábbi halála fölött érzett mély gyásza ellenére is megtartotta a koncertet                                                                |
| 2023. május 6.       | Antalya, Törökország    | Antalyai Kiállítási és Kongresszusi Központ                   | ≤ 3 800        | a nézők 44 országból érkeztek; a koncert eredeti helyszíne az Akdeniz Egyetemi Stadion lett volna, de vihar-előrejelzés miatt áthelyezték                                  |
| 2023. április 29.    | Jereván, Örményország   | Karen Demircsján Komplexum                                    | ≤ 6 000        | örmény nyelven énekelte a Szareri hovin mernem (Meghalnék a hegyeim szeléért) című balladát; videó az örmény dalról                                                        |

| ARNAU turné       | ARNAU turné                 | ARNAU turné                              | ARNAU turné | ARNAU turné |
| Dátum             | Város, Ország               | Helyszín                                 | Nézőszám    | Megjegyzés |
| ----------------- | --------------------------- | ---------------------------------------- | ----------- | --- |
| 2022. április 16. | Prága, Csehország           | Tipsport Arena                           | ≤ 13 000    | a koronavírus miatt 2020. márc. 25-ről, majd 2021. márc. 26-ról elhalasztott koncert                              |
| 2022. április 9.  | Düsseldorf, Németország     | ISS Dome                                 | ≤ 15 000    | a koronavírus miatt 2020. márc. 19/21-ről, majd 2021. márc. 20-ról elhalasztott koncert; koncertvideó (3 részben) |
| 2022. március 25. | Dubaj, EAE                  | Coca-Cola Arena                          | ≤ 17 000    | a nézők 69 országból érkeztek                                                                                     |
| 2020. április 4.  | Minszk, Fehéroroszország    | Minsk Arena                              |             | A koronavírus miatt elmaradt                                                                                      |
| 2020. március 28. | Stuttgart, Németország      | Hanns-Martin-Schleyer-Halle              |             | A koronavírus miatt elmaradt                                                                                      |
| 2020. március 11. | Kijev, Ukrajna              | Sportpalota                              | 7 000       | teltház; a nézők 20 országból érkeztek                                                                            |
| 2020. március 9.  | Moszkva, Oroszország        | Megasport Sportpalota                    | 14 000      | teltház |
| 2020. március 7.  | Riga, Lettország            | Arena Riga                               | 14 500      | teltház; a nézők 30 országból érkeztek                                                                            |
| 2020. február 23. | Jekatyerinburg, Oroszország | Jekatyerinburg EXPO Kongresszusi Központ | 5 000       | teltház |
| 2020. február 20. | Kazany, Oroszország         | TatNyeft Arena                           | 10 500      | teltház |
| 2020. február 16. | Krasznodar, Oroszország     | Basket Hall                              | 7 500       | teltház |

| D-Dynasty turné    | D-Dynasty turné      | D-Dynasty turné                                     | D-Dynasty turné | D-Dynasty turné        |
| Dátum              | Város, Ország        | Helyszín                                            | Nézőszám        | Megjegyzés             |
| ------------------ | -------------------- | --------------------------------------------------- | --------------- | ---------------------- |
| 2019. március 23.  | Moszkva, Oroszország | Állami Kreml-palota                                 | 6 000           | teltház ráadáskoncert  |
| 2019. március 22.  | Moszkva, Oroszország | Állami Kreml-palota                                 | 6 000           | teltház; koncertvideó  |
| 2018. május 19.    | Sencsen, Kína        | Universiade Sportközpont                            | 19 500          | teltház; koncertvideó  |
| 2018. január 5.    | Fucsou, Kína         | Haixia Olimpiai Sportközpont – Arena csarnok        | 13 000          | teltház; koncert videó |
| 2017. december 16. | Csangsa, Kína        | Hunan Nemzetközi Kongresszusi és Kiállítási Központ | 10 000          | teltház; koncertvideó  |

| Umitilmasz kün turné     | Umitilmasz kün turné | Umitilmasz kün turné                                                               | Umitilmasz kün turné                                                                                                   |
| Dátum                    | Koncertek száma      | Város, Ország                                                                      | Megjegyzés |
| ------------------------ | -------------------- | ---------------------------------------------------------------------------------- | --- |
| 2016. április – december | 27                   | szóló koncertek Kazahsztán 25 városában és Oroszország két városában (Kazany, Ufa) | első önálló turné; 25 koncertet adott Kazahsztán 25 városában, az ország függetlenségének 25. évfordulója tiszteletére |

## Filmográfia
| Dokumentumfilmek Dimash-ról | Dokumentumfilmek Dimash-ról | Dokumentumfilmek Dimash-ról | Dokumentumfilmek Dimash-ról                     | Dokumentumfilmek Dimash-ról |
| Év                          | TV csatorna                 | Magyar címe                 | Eredeti címe                                    | Nyelv                       |
| --------------------------- | --------------------------- | --------------------------- | ----------------------------------------------- | --------------------------- |
| 2021                        | Khabar TV                   | Dimash Show Energia         | Dimash Show Энергия (Enyergija)                 | orosz                       |
| 2020                        | Khabar TV                   | Dimash Show 2020 eredményei | Dimash Show Итоги 2020 года (Itogi 2020 goda)   | kazak orosz                 |
| 2020                        | Khabar TV                   | Dimash Show Dears univerzum | Dimash Show Вселенная Dears (Vszelennaja Dears) | kazak és orosz              |
| 2020                        | Khabar TV                   | Dimash Show Inspiráció      | Dimash Show Вдохновение (Vdohnovenyije)         | kazak, orosz és angol       |
| 2020                        | Khabar TV                   | Dimash Show Környezet       | Dimash Show Окружение (Okruzsenyije)            | kazak, orosz és angol       |
| 2020                        | Khabar TV                   | Dimash Show Fölemelkedés    | Dimash Show Становление (Sztanovlenyije)        | kazak, orosz és angol       |
| 2017                        | Khabar TV                   | A táltos Dimash             | Дүлдүл Димаш (Düldül Dimash)                    | kazak                       |
| 2017                        | Hunan TV                    | Dimash az énekes            | 迪玛希 歌手 (Dímǎxī Gēshǒu)                     | mandarin és kazak           |

## Jótékonysági tevékenysége
2015-ben jótékonysági koncertet adott Szívtől szívhez címmel a kazahsztáni Atirauban, hogy nélkülözhetetlen orvosi kezelésben részesülhessen egy ötéves kislány. Az eseményhez a kazak popénekes, Doszamzsan Tanatarov is csatlakozott.
Szintén 2015-ben jótékonysági előadásokat tartott a Nagy Jótékonysági Bál keretében több kazahsztáni városban, Simkentben, Kizilordában és Oralban. Az eseményeket az Alpamisz Sarimov Alapítvány szervezte, és a bevételt hallás- és beszédsérült gyermekeknek adományozták.
Szülővárosában, Aktöbében tartott 2016-os Umitilmasz kün című koncertjének teljes bevételét egy regionális jótékonysági szervezetnek adományozta. A befolyt összeggel hét rászoruló családot láttak el vízzel, közművet építettek, orvosi ellátást és ruházatot biztosítottak számukra. A kerekesszékre szoruló lakos közlekedését rámpa fölállításával akadálymentesítették.
Jótékonysági fellépést tartott a Kazak Hóleopárd Alapítvány megnyitó gáláján, amelynek célja a veszélyeztetett populáció megmentése és természetes élőhelyének megőrzése védett területek létrehozásával.
2017-ben, néhány nappal a Basztau koncertje előtt meglátogatta az asztanai S.O.S. Gyermekfalut, hogy meghívja a gyerekeket a show-jára. Időt szánt arra is, hogy beszéljen a gyerekekkel arról, higgyenek magukban és kövessék álmaikat. A capella énekelt is nekik.
Egy dedikált dombrát adományozott a kínai jótékonysági szervezet, a Smile Angel Alapítvány aukciójára, amelynek célja a farkastorokkal (más néven szájpadhasadékkal) született gyermekek segítése.
Ingyenes koncertet adott időskorúaknak egy idősotthonban a kazahsztáni Oralban.
A nagy-britanniai Kazahsztán Kultúrájának Napjai keretében 2018. november 19-én adott londoni szólókoncertjének teljes bevételét a kazahsztáni fiatal tehetségek támogatására és a fiatalok rangos nemzetközi versenyeken való részvételének támogatására fordították.
A 2019-es sanghaji kisállat-örökbefogadási nap keretén belül támogatója lett a A szeretet – menedék kezdeményezésnek, amelynek célja a kóbor állatok iránti tudatosság, felelősségvállalás (gondozás, etetés stb.) javítása és az örökbefogadás fokozása volt.
25. születésnapján szülővárosában, Aktöbében meglátogatta az időskorúak és a fogyatékkal élők gondozási otthonát. Mivel kisiskolás kora óta ez hagyomány volt nála, a születésnapján ajándékokat vitt, és együtt töltött egy kis időt az ott lakókkal. Énekelt is nekik a capella.
Néhány nappal a 2019. június 29-én tartott Arnau koncertje előtt robbanások rázták meg a kazahsztáni Arisz város környékét. A koncert bevételének egy részét felajánlotta az áldozatok megsegítésére.
Amikor 2019-ben a Kazanyban rendezett WorldSkills keretében lépett fel, meglátogatta egy súlyosan beteg rajongóját a helyi gyermekápolási intézetben, aki azt tervezte, hogy megnézi Dimash előadását, de nem tudott elmenni rá. Meghívta őt a következő koncertjére, de a 21 éves lány Dimash 2020. február 20-án tartott kazanyi koncertje előtt nem sokkal meghalt. Dimash ezen a koncertjén az ő emlékének ajánlva énekelte az S.O.S. című számát.
A 2020-as koronavírus-járvány idején Dimash 102 rászoruló családot látott el öt tonna élelmiszerrel a kazahsztáni Nur-Szultanban és Aktöbében.
A 2023 februári közel-keleti földrengés áldozatainak megsegítésére fölajánlotta a Stranger turné bevételeinek egy részét.
A 2024 márius-áprilisában a Kazahsztán északnyugati régióját sújtó rendkívüli árvíz károsultjainak megsegítéséhez 15 millió tengével járult hozzá.

## Magyar oldalakon
2020 novemberében a zene.hu portál cikksorozatot indított Dimash munkásságáról, majd az Esztergom és vidéke kulturális folyóirat mutatta be. Ez utóbbi két írás frissített és bővített változatát, továbbá beszámolót a 2022-es almati koncertjéről valamint egy zenei videójának rejtelmeit föltáró elemzést a Parlando jelentette meg, de a Papageno is hírt adott róla.
A 2024. május 4-i budapesti koncertjéről a zene.hu-n olvasható beszámoló.
Országos médiában – a Virtuózok V4+ kilencedik, 2023-as évadának 2024. január 19-én és 26-án a Duna TV-n sugárzott döntőjétől eltekintve – 2024. május 19-én, a Kossuth Rádióban volt hallható először, az Ogni pietra (Olimpico) című száma.
A magyar miniszterelnök 2024. november 20-i instagram bejegyzése nyomán az online megjelenő Világgazdaság utánajárt, ki is az a meg nem nevezett világsztár, aki részt vett a kazak elnök tiszteletére a Karmelitában adott díszvacsorán.